# Martin M-170
Dimensions
Le Martin M-170 ou Martin Mars est un hydravion cargo quadrimoteur. Il a été conçu et construit pour la Marine américaine pendant la Seconde Guerre mondiale. Il est le plus grand hydravion allié produit pendant ce conflit. Six exemplaires ont été construits. La Marine américaine a commandé le développement du XPB2M-1 Mars en 1938. Le besoin était un hydravion de patrouille maritime à long rayon d'action. Il sera produit plus tard comme avion de transport à long rayon d’action.
Les exemplaires survivants à la guerre ont été convertis pour un usage civil en tant qu’avion bombardier d’eau contre les feux de forêt. Un exemplaire sert jusqu'en 2016.

## Conception
La compagnie Glenn L. Martin Company s’est inspiré de la conception de l’Avion de patrouille maritime PBM Mariner pour produire le prototype XPB2M-1 Mars. La construction du XPB2M-1 a commencé le 8 novembre 1941. Après un retard dû à un feu moteur durant les essais de roulage, le premier vol a eu lieu le 23 juin 1942. Après les essais en vol entre 1942 et 1943, la Marine américaine accepte l’avion. Le concept original est alors obsolète et l’avion est transformé en avion-cargo et renommé XPB2M-1R. La Marine américaine est satisfaite des performances et commande 20 exemplaires de l’avion modifié JRM-1 Mars. Le premier exemplaire, nommé Hawaii Mars, est livré en juin 1945. La fin de la guerre entraîne une réduction de la commande initiale. La Marine américaine ne confirme la commande que pour les cinq exemplaires en cours de production. Bien que le premier exemplaire Hawaii Mars soit détruit lors d’un accident dans la baie de Chesapeake quelques semaines après son premier vol, les cinq exemplaires ont été terminés, le dernier étant livré en 1947.

## Histoire opérationnelle

### Usage dans la Marine américaine

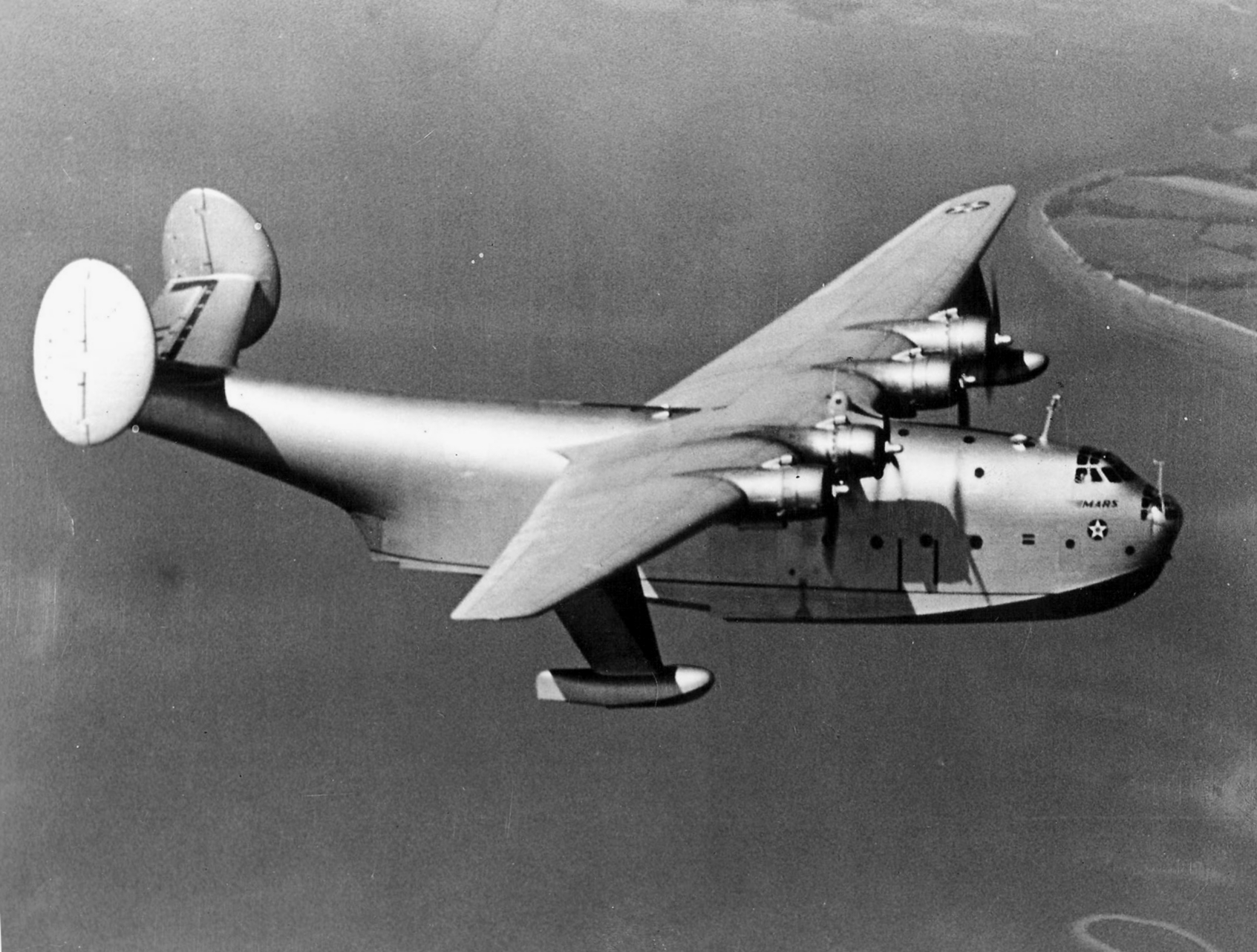
The prototype XPB2M-1 Mars

Désigné Marianas Mars, Philippine Mars, Marshall Mars, Caroline Mars, et un second Hawaii Mars, les cinq exemplaires servirent d’avion de transport à Hawaï et dans les Iles du Pacifique.
Le dernier avion produit (Caroline Mars) est propulsé par des moteurs Pratt & Whitney R-4360 d'une puissance de 3 000 ch, ce qui accroît sa capacité d'emport. Il reçoit la désignation de JRM-2. Le 4 mars 1949, le Caroline Mars établit un nouveau record en transportant 269 passagers de San Diego à Alameda.
Le 5 avril 1950, le Marshall Mars est détruit près d’Hawaii par un feu de moteur qui entraîne l’incendie de l’avion après l’évacuation de l’équipage. Les quatre avions restants ont poursuivi leurs vols entre San Francisco et Honolulu jusqu’en 1956, date de leur retrait et stockage à la base navale d'Alameda.

### Utilisation civile

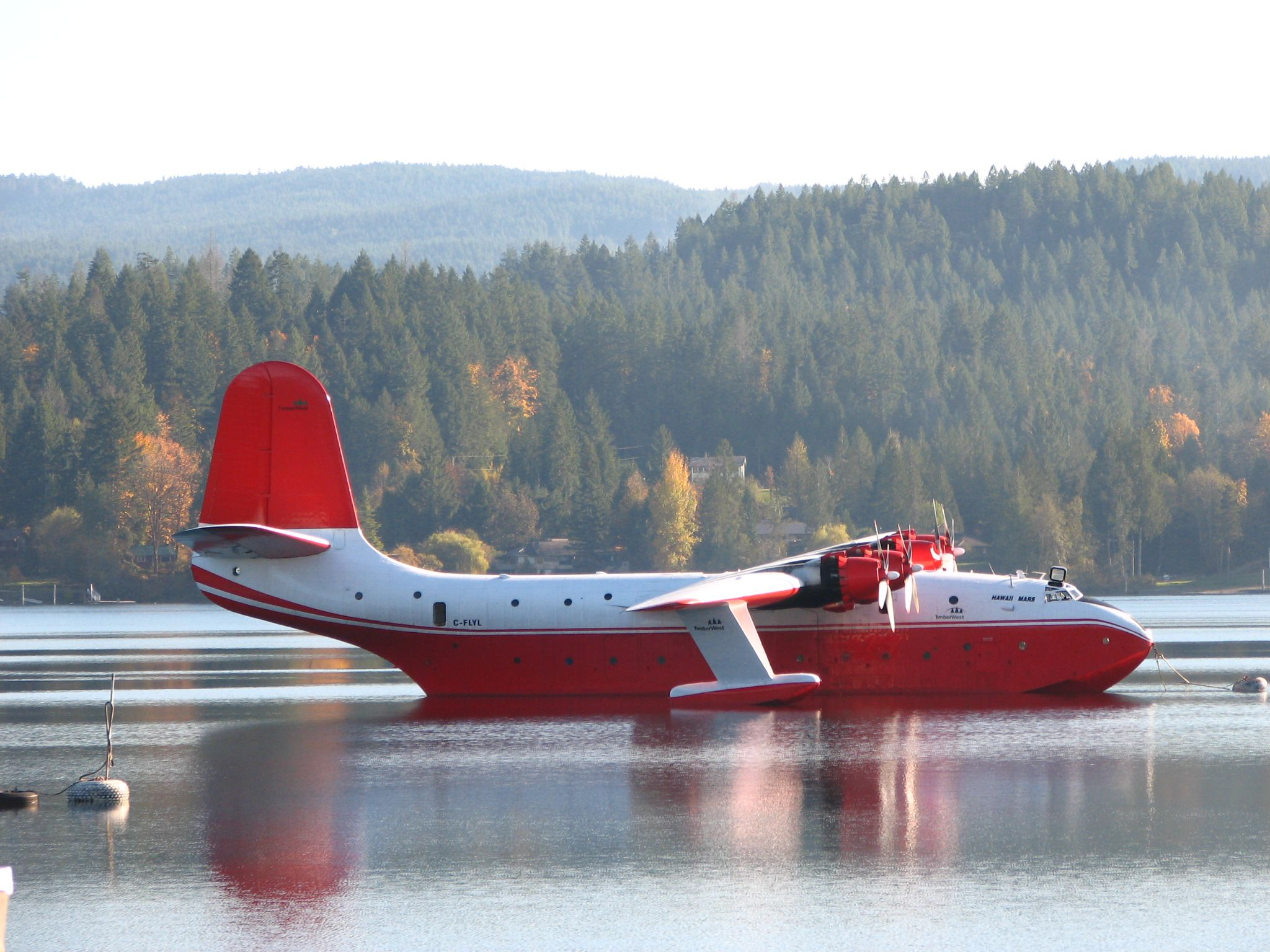
Hawaii Mars ("Redtail")

En 1959, les avions restant devaient être vendus pour destruction mais une société canadienne, Forest Industries Flying Tankers (FIFT), est créée et achète les quatre avions et un important lot de pièces détachées. La société représente un consortium de compagnies forestières de Colombie-Britannique. Le marché est conclu en décembre 1959. Les quatre avions sont transférés à Fairey Aviation à Victoria en Colombie Britannique et convertis en bombardier d'eau. Des réservoirs et des écopes rétractables sont installés. Elles permettent le remplissage en 22 secondes de 30 tonnes d’eau. Plus tard, une partie des réservoirs de carburant ont été transformés en réservoirs d’eau.
Le Marianas Mars s’est écrasé à côté de la Northwest Bay en Colombie Britannique le 23 juin 1962 pendant des opérations d’extinction d’incendie, tuant les quatre membres d’équipage. Un an plus tard, le Caroline Mars est détruit le 12 octobre 1962 par l'ouragan Freda alors qu’il était parqué en mer. La conversion du Hawaii Mars et du Philippine Mars est accélérée et ils entrent en service en 1963. Ils font des démonstrations de largages d’eau lors de meetings aériens locaux. Flying Tankers Inc. utilisent ces avions en Colombie Britannique, par exemple en août 2003 lorsqu’un feu dans le parc de la montagne Okanagan menace la ville de Kelowna.

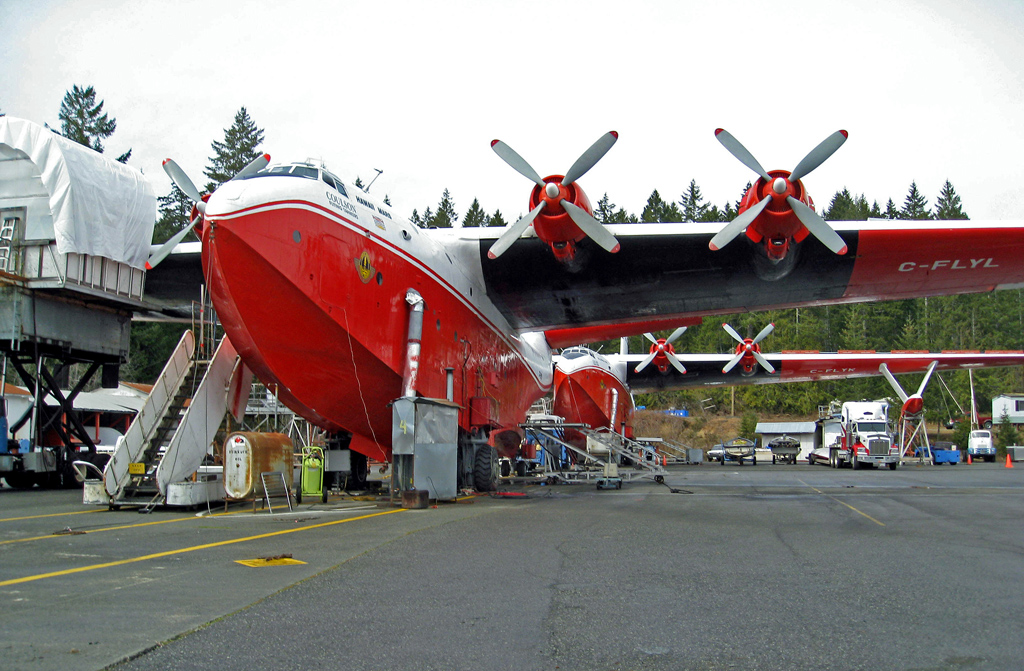
Hawaii Mars pendant une maintenance hivernale à Sproat Lake en 2008 avec le Philippine Mars à l’arrière-plan

Le 10 novembre 2006, la société TimberWest Forest Ltd annonce son intention de vendre les avions. Les acheteurs doivent s’engager à donner un des appareils à Port Alberni pour exposition historique lorsqu’ils seront retirés du service . Le musée de l’aviation du Maryland et le conseil de l’aviation de la Colombie Britannique ont lancé un projet de préservation des avions, un dans le Maryland et un au Canada ,.
Le 13 avril 2007, la société TimberWest annonce la vente des deux avions à une compagnie forestière de Port Alberni en Colombie Britannique (Coulson Forest Products). Les deux avions sont opérés par Coulson Flying Tankers et sont basés et entretenus au lac Sproat non loin de Port Alberni. Le 25 octobre 2007, le Hawaii Mars participe lors d’un contrat privé à la lutte anti incendie à Lake Elsinore en Californie du Sud.
Le Philippine Mars devait subir une importante rénovation et revoler en 2010  mais le projet est abandonné.
Le 13 août 2009, le Hawaii Mars combat le feu de La Brea à l’est de Santa Maria en Californie du Sud. En 2011, c'est lui qui subit une modernisation et reçoit une avionique moderne.
L’avion peut emporter 27 270 litres d’eau et traiter à chaque largage 1,6 hectare en trois secondes. L’avion peut aussi emporter 2 270 litres d’agent moussant.
Les avions sont utilisés pour combattre les feux sur la côte de la Colombie Britannique et parfois à l’intérieur des terres. Le 29 juillet 2010, ils combattent un feu aux lacs Manson et Bonaparte au nord de Kamloops.
Le 23 août 2012, le Coulson Group de Port Alberni en Colombie Britannique annonce que le Philippine Mars, qui n’a pas été utilisé depuis cinq ans, sera retiré du service et envoyé au Musée national de l'aviation navale de Pensacola en Floride. L’avion est repeint aux couleurs d'origine de la Marine américaine.
Le Martin JRM-3 Mars C-FLYL Hawaii subi de légers dommages en 2016 et ne revole qu'en août 2024. Le groupe Coulson l'avait proposé pour trois millions de dollars sans succès puis le met en vente pour cinq millions de dollars américains en janvier 2022. Début août 2024, le C-FLYL vole à nouveau sous les couleurs de Coulson qui l'offre au British Columbia Aviation Museum (en) sur l'aéroport international de Victoria après un vol d'adieu le 11 août 2024.

### Culture populaire
Le chanteur canadien Bruce Cockburn fait référence aux bombardiers d'eau du lac Sproat dans la chanson Wondering Where the Lions Are dans le cinquième couplet Huge orange flying boat rises off the lake, bien que les Martin Mars soient en réalité rouge.

## Variantes
XPB2M-1
Model 170 prototype d’hydravion de patrouille à long rayon d’action, quatre moteurs à huit pistons R-3350, un construit convertit en version XPB2M-1R
XPB2M-1R

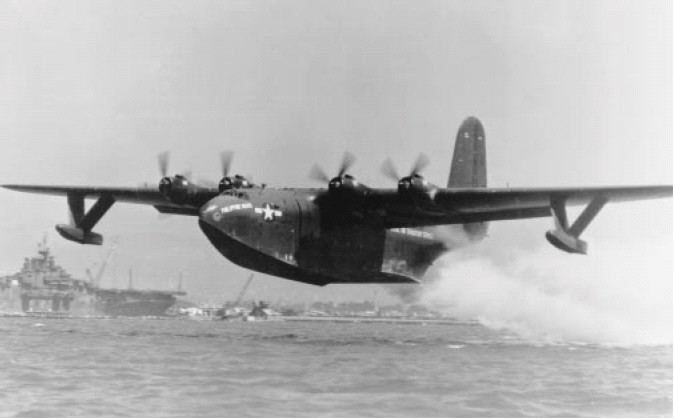
JRM-1 BuNo 76820
Philippine Mars

Prototype converti en décembre 1943 en prototype d’avion de transport, armement enlevé, équipements et portes ajoutés pour la cargaison. Les portes originelles ont été élargies et le pont renforcé.
JRM-1
Model 170A, variante de production pour le transport à long rayon d’action. Commande de 20 avions réduite à 6. Conception simple-queue, coque plus longue avec moins de cloisons, masse maximale supérieure au décollage. Doté d'équipements pour la manutention du fret aérien, quatre Wright R-3350-24WA hélices quatre pales, cinq construits dont quatre convertis en JRM-3
JRM-2
Le dernier JRM-1 de la commande a été équipé en variante JRM-2 avec des moteurs remplacés par des moteurs de 3 000 hp Pratt & Whitney R4360-4T avec quatre pales de 16 pieds 8 pouces (5,08 m) de diamètre à pas variable. Poids augmenté de 9 tonnes.
JRM-3
Model 170B, transformation des quatre JRM-1s restant remotorisé avec des moteurs de 2 400 hp Wright R3350-24WA dont deux moteurs réversibles

### Développement lié
- Martin PBM Mariner

### Aéronefs comparables
- Blohm & Voss BV 222
- Blohm & Voss BV 238
- Kawanishi H8K
- Saunders-Roe Princess
- Short Shetland